# Euryte curticornis
Euryte curticornis – gatunek widłonoga z rodziny Euryteidae. Nazwa naukowa gatunku została po raz pierwszy opublikowana w 1913 roku przez norweskiego hydrobiologa Georga Ossiana Sarsa.